# Hakon Stangerup
Carl Hakon Stangerup född 10 november 1908, död 22 juli 1976, var en dansk litteraturhistoriker, översättare och kritiker. 
Stangerup skrev om litteratur, kultur och presshistoria, bland annat verket Avisens Historie. 
Han var professor i kulturhistoria vid Handelshögskolan i Köpenhamn.
Hakon Stangerup var gift med Betty Söderberg och är far till författarna Helle Stangerup och Henrik Stangerup.